# Kalundborgs kommun
Kalundborgs kommun är en kommun i Region Sjælland i Danmark, på västra delen av ön Själland. Kommunens huvudort är Kalundborg. Ytan är 604 km². Kalundborgs kommun hade 49 743 invånare år 2008.
I samband med danska kommunreformen 2007 slogs följande kommuner samman till Kalundborgs kommun:
- Kalundborgs kommun
- Bjergsteds kommun
- Gørlevs kommun
- Hvidebæks kommun
- Høngs kommun

Kommunen hade före kommunsammanslagningen 19 879 invånare (2003) och en yta på 130,20 km². Vestsjællands Amt var namnet på det amt som kommunen tidigare låg i.
Svensk vänort är Nynäshamn.